# Gauropterus pustulatus
Gauropterus pustulatus – gatunek chrząszcza z rodziny kusakowatych i podrodziny kusaków.
Gatunek ten opisany został po raz pierwszy w 1937 roku przez Maxa Bernhauera. Jako lokalizację typową wskazano Pokumę w Sierra Leone.
Chrząszcz o silnie wydłużonym ciele długości od 6 do 8 mm. Głowa jest błyszcząco czarna, w zarysie niemal prostokątna, słabo ku tyłowi rozszerzona, o kątach tylnych wąsko zaokrąglonych i opatrzonych ząbkiem. Powierzchnię głowy żłobią trzy pary rzędów punktów oraz pojedyncze wydłużone punkty na dysku. Bruzdy czołowe są długie, o równoległym przebiegu. Na nadustku brak jest punktowania. Czułki są żółtawobrązowe z brązowym członem przednim. Błyszczące, brązowe do czarnego przedplecze jest dłuższe od głowy, na przedzie tak szerokie jak ona, w zarysie rozszerzone z przodu, z wyraźnie zaokrąglonymi kątami przednimi i falistymi brzegami bocznymi. Na powierzchni przedplecza obecna jest para lekko łukowatych bruzd bocznych i rozproszone, nieliczne punktowanie. Barwa tarczki jest brązowawoczarna. Pokrywy są rude z przyciemnionym tyłem, wąskie, szerokości przedplecza, w zarysie prawie prostokątne z wydatnymi kątami barkowymi. Drobne punktowanie na ich powierzchni układa się w po trzy szeregi: przyszwowy, środkowy i boczny. Skrzydła tylnej paty są w pełni wykształcone. Odnóża są brązowe z jaśniejszymi stopami. Na odwłoku występują gęste, głębokie i małe punkty z długimi włoskami. Genitalia samca mają mały, wąski, nieco pośrodku rozszerzony edeagus z krótkim, nitkowatym woreczkiem wewnętrznym. 
Owad afrotropikalny, znany z Gambii, Sierra Leone, Nigerii i Republiki Środkowoafrykańskiej.